# Geum leiospermum
Geum leiospermum är en rosväxtart som beskrevs av Donald Petrie. Geum leiospermum ingår i släktet nejlikrotsläktet, och familjen rosväxter. Inga underarter finns listade i Catalogue of Life.